# Miconia octopetala
Miconia octopetala är en tvåhjärtbladig växtart som beskrevs av Célestin Alfred Cogniaux. Miconia octopetala ingår i släktet Miconia och familjen Melastomataceae. Inga underarter finns listade i Catalogue of Life.